# Centrophoridae
Los centrofóridos (Centrophoridae) son una familia de elasmobranquios selacimorfos del orden Squaliformes propios aguas templadas y tropicales de los océanos Atlántico, Índico y Pacífico.

## Características
Los centrofóridos son tiburones pequeños, de 80 a 160 cm de longitud. Poseen dos aletas dorsales con espinas estriadas. Los dientes de la mandíbula inferior son más grandes que los de la superior. Carecen de fosas precuadales y de quillas laterales en el pedúnculo caudal.

## Historia natural
Son ovovivíparos y los embriones se alimentan solo de vitelo.

## Taxonomía
La familia incluye dos géneros y 18 especies:
Género Centrophorus
- Centrophorus acus
- Centrophorus atromarginatus
- Centrophorus granulosus
- Centrophorus harrissoni
- Centrophorus isodon
- Centrophorus lusitanicus
- Centrophorus moluccensis
- Centrophorus niaukang
- Centrophorus robustus
- Centrophorus seychellorum
- Centrophorus squamosus
- Centrophorus tessellatus
- Centrophorus westraliensis
- Centrophorus zeehaani

Género Deania
- Deania calcea
- Deania hystricosa
- Deania profundorum
- Deania quadrispinosum